# Cyliosoma queenslandicum
Cyliosoma queenslandicum är en mångfotingart som beskrevs av Henri W. Brölemann 1913. Cyliosoma queenslandicum ingår i släktet Cyliosoma och familjen Sphaerotheriidae.

## Underarter
Arten delas in i följande underarter:
- C. q. mjoebergi
- C. q. mjoebergii